# 原始印歐語音系
基于現存的和滅亡的各種印歐語系語言之間的相似點和不同點，原始印歐語（PIE）的音系已經被現代語言學家所重構。因為 PIE 未被記錄下來，為了重構它的音系，語言學家必須依靠它的最早期證實了的后代語言，比如赫梯語、梵語、古希臘語和拉丁語的證據。
PIE 音系的抽象單位（音段，即傳統音系學的音位）的重構大部分都沒有爭議。但語音解釋（具體音值）較難確定，尤其是元音、所謂的喉音、顎化的與普通的軟腭音，和濁塞音。 

## 音位清單
原始印歐語的音位重構如下。對這些音位如何反映在各種印歐語言中的總結請參見印歐語音定律。

### 輔音
|        |        | 唇音 | 舌冠音 | 軟腭音 | 軟腭音 | 軟腭音 | 喉音          |
| 顎化   | 普通   | 唇音 | 舌冠音 | 唇化   |        |        | 喉音          |
| ------ | ------ | ---- | ------ | ------ | ------ | ------ | ------------- |
| 鼻音   | 鼻音   | *m   | *n     |        |        |        |               |
| 塞音   | 清音   | *p   | *t     | *ḱ     | *k     | *kʷ    |               |
| 塞音   | 濁音   | (*b) | *d     | *ǵ     | *g     | *gʷ    |               |
| 塞音   | 送氣音 | *bʰ  | *dʰ    | *ǵʰ    | *gʰ    | *gʷʰ   |               |
| 擦音   | 擦音   |      | *s     |        |        |        | *h₁, *h₂, *h₃ |
| 流音   | 流音   |      | *r, *l |        |        |        |               |
| 半元音 | 半元音 |      |        | *y     |        | *w     |               |
本表給出的是在現代出版物中最常用的符號。變體表示會在后面給出。上標 ʰ 表示送氣音，ʷ表示圓唇化。*y代表硬腭半元音，對應國際音標[j]，而不是[y]。
- 原始凱爾特語、原始-波羅的-斯拉夫語、阿爾巴尼亞語和原始伊朗語合并了濁送氣音系列 */bʰ/, */dʰ/, */ǵʰ/, */gʰ/, */gʷʰ/ 和普通濁音系列 */b/, */d/, */ǵ/, */g/, */gʷ/。(但是原始凱爾特語不像其他語言那樣合并 */gʷʰ/ 和 */gʷ/ 為 */gʷ/，前者變為 /gw/ 而后者變為 /b/)。
- 原始日耳曼語經歷了格里姆定律，把清塞音變成了擦音，清音化了不送氣濁音，并去送氣化了濁送氣音。
- 格拉斯曼定律 (Tʰ-Tʰ > T-Tʰ 比如 dʰi-dʰeh₁- > di-dʰeh₁-)，和 Bartholomae定律 (TʰT > TTʰ 比如 budʰ-to- > bud-dʰo-) 描述了在某些后代語言中在特定語言環境中的送氣音的表現。

塞音系列
早期的重構包含了四組塞音：清不送氣、清送氣、濁不送氣、濁送氣，例如*t, *tʰ, *d, *dʰ。但是，清送氣塞音可以解釋為塞音和喉音的組合，故現在的標準重構只包含三組，清、濁以及濁送氣。

#### 唇音
PIE */p/, */b/, */bʰ/ 經常方便的使用符號 P 來代表。*/b/ 的音位地位是有爭議的: 它只出現在自身就是有爭議的少數可重構的詞根中。所有的重構的含有 */b/ 的詞根通常都局限在少數印歐語支中，好像表示了后期 PIE 的方言化。這個 */b/ 因此通常總是被解釋為某種類型学上的常見異化過程的結果，或某種音位發展的結果。
PIE */b/ 最多也就保留為高度邊緣化的一個音位。

#### 舌冠音/齒音
標準重構識別三個舌冠/齒塞音: */t/, */d/, */dʰ/。它們用符號 T 來表示。
在除了安納托利亞語和吐火羅語之外的所有分支中，在形如 TK 的所謂的“荊棘叢”中，都發生了導致了 PIE *Kþ 的一次換位。結果的齒間擦音 *þ 被限制於在舌背音之后的位置上，因此不是在音位上有實質意義的。除了安納托利亞語和吐火羅語的材料之外，換位的和未換位的形式幸存於詞根 *dʰégʷʰ“burn”的不同元音變換等級中(也是英語“day”的來源)，在梵語中 “is being burnt” < *dʰégʷʰ-e- 而 “burns” < *dʰgʷʰ-éh₁-。更多例子詳見后面語音定律章節。

#### 舌背音
依據傳統重構，比如 Brugmann 的1897年第二版的《Grundriß der vergleichenden Grammatik der indogermanischen Sprachen》中所列出的，為 PIE 重構了三個系列的軟腭音:
- 顎化軟腭音，*/ḱ/, */ǵ/, */ǵʰ/ (也寫為 */k'/, */g'/, */g'ʰ/ 或 */k̑/, */g̑/, */g̑ʰ/ 或 */k̂/, */ĝ/, */ĝʰ/)。它們可能表示類似 [k] 或 [g] 的聲音；它們在原始印歐語中可能是顎音化的軟腭音 ([kʲ], [gʲ])，而并非真正的硬腭音。
- 純軟腭音，*/k/, */g/, */gʰ/。
- 唇化軟腭音，*/kʷ/, */gʷ/, */gʷʰ/ (也寫為 */ku̯/, */gu̯/, */gu̯h/)。上標 ʷ 表示唇音化，或在發音方法上對軟腭音的圓唇協助([kʷ] 是類似英語“queen”中“qu”的聲音)。

唇化軟腭音做為實際音位 /kʷ/，而非雙音位 /kw/ 的證據來自希臘語(線形文字B的 q-系列)，意大利語(拉丁語 qu)，日耳曼語(哥德字母 hwair ƕ 和 qairþra q)和凱爾特語(歐甘字母 ceirt Q)。

##### 噝音和顎音語言

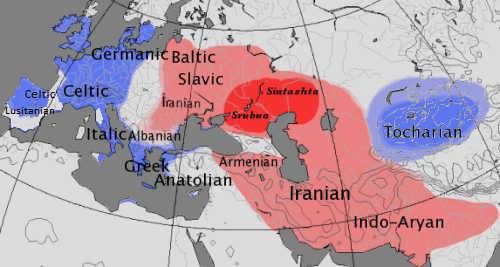
Centum (藍色)和 Satem (紅色)區域。最初噝音化的區域為深紅色。

噝音組語言合并唇化軟腭音 */kʷ/, */gʷ/, */gʷʰ/ 入普通軟腭音系列 */k/, */g/, */gʰ/，而顎化軟腭音變成了擦音或塞擦音。在某些語音條件下發生了去顎音化，產生了在噝音語言中看起來像顎音反映的東西。
顎音組語言在另一方面合并顎化軟腭音 */ḱ/, */ǵ/, */ǵʰ/ 入普通軟腭音系列 */k/, */g/, */gʰ/。
顎音-咝音同語線的常用例證是詞“100”，原始印歐語 *(d)ḱm̥tóm，它變成了阿維斯陀語 satəm, 波斯語 sad, 梵語 , 拉脫維亞語 simts, 立陶宛語 šimtas, 古教會斯拉夫語  等。這對比於拉丁語  (讀音 [kentum]), 英語 hund(red)- (這里的 /h/ 來自早先的 *k，參見格里姆定律), 希臘語 (he)katon, 威爾士語 cant, 吐火羅語B kante 等。

##### 三個軟腭音系列的問題
所有三個舌背音系列的存在性從印歐學研究開始時就一直被爭論著。今天，多數 PIE 語言學家相信所有這三個系列在后期原始印歐語時期都是各自獨立的，儘管有少數人相信在普通軟腭音和顎化軟腭音之間的區別是特定噝音語言的后期發展；這種信念最初由 Antoine Meillet 在1894年創造并在最近由 Frederik Kortlandt 和其他人所爭論著。這種意見主張 PIE 只有兩個系列，簡單軟腭音和唇化軟腭音。噝音語言在多數位置上顎音化了普通軟腭音系列，而普通軟腭音保留在了某些環境中。這種環境典型的重構為在 /u/ 前後，在 /s/ 之後，在 /r/ 或 /a/ 之前；顯然在某些波羅的語方言中還在 /m/ 和 /n/ 之前。(這類似於原始日耳曼語，這里的 /t/ 在多數時候變成了 /θ/，但是在最初的 /s/, /k/ 或 /p/ 之後仍保持為 /t/。) 最初的同位異音區別是在唇化軟腭音合并於普通軟腭音的時候出來搗亂的。這導致了在顎化和普通軟腭音之間的新的音位區別，并帶有在某些(那些來自最初的普通軟腭音的)而非其他的(那些來自最初唇化軟腭音的)詞根的有關形式中的在顎化和普通軟腭音之間的不可預測的交替。隨后的類推過程推廣了要么普通要么顎化軟腭音到了在一個特定詞根的所有形式上。普通軟腭音被推廣的這些詞根是在傳統上被重構為在父輩語言中有“普通軟腭音”的詞根，與“顎化軟腭音”形成了對比。
贊同兩個軟腭音系列的基本論據有:
- 普通軟腭音系列在統計上稀少於另外兩個，并完全缺席於后綴中，并最經常出現在特定音位環境中(如上所述)。
- 在普通軟腭音和硬腭音之間的交替常見於跨越不同的噝音語言一些詞根中，這里的相同詞根在某些語言中出現為硬腭音但在其他語言卻出現為普通軟腭音(最常見於波羅的語或斯拉夫語；偶爾見于亞美尼亞語，但很少或曾經見于印度-伊朗語言中)。這一致於在最初交替范例中一個或另一個輔音的類推推廣，否則將難以解釋。
- 上述解釋提議了在后期 PIE 時代中噝音語言相互是密切接觸的。這由獨立的證據所證實: 目前噝音語言間的地理接近和特定其他共有創新(Ruki語音定律和早期的在前元音之前軟腭音的顎音化)。
- 傳統的三分舌背音的解釋要求所有顎音語言共享消除顎化軟腭音的共有創新。但是不像噝音語言，沒有在顎音語言間有任何同地區聯繫的證據，并且事實上有證據反對這種聯繫 -- 顎音語言在地理上是不連續的。進一步的說，如果這種同地區創新發生，我們將期望看到在它的實現中的一些方言差別(比如在上面的波羅的-斯拉夫語和印度-伊朗語之間的差別)，并且留下獨立的顎化軟腭音系列的證據(有獨立的唇化軟腭音確實存在於噝音語言中的證據；見後)。但事實上，沒有任何一種類型的證據存在，這就提示了在顎音語言中從未有過顎化軟腭音系列。

贊同三個軟腭音系列的基本證據有:
- 嚴格的比照法應用要求我們重構這三個系列。
- 來自安納托利亞語如盧維語的證據證實了三分軟腭音的差別 *ḱ > z (可能是 [ts]); *k > k; *kʷ > ku (可能是 [kʷ])。[6]。沒有在盧維語和任何噝音語言間的有任何聯繫的證據(唇化軟腭音仍保留著，不存在Ruki語音定律)，并且安納托利亞分支從 PIE 分離的非常早。因此，必定要為其父輩語言做三分區別。(這是贊同傳統三分系統的最強硬證據；作為回應，兩分系統的支持者攻擊底層證據，斷言它是“以特別困難或模糊或可疑的語源為轉移”(比如 Sihler 1995))。

剩下的在噝音語言中在軟腭音和唇化軟腭音之間早先就有區別的各種證據:
- 在梵語和波羅的-斯拉夫語中，在某些環境中，共鳴音(響音)(指示為 /R/)在普通軟腭音后成為了 /iR/ 而在唇化軟腭音后去成為了 /uR/。
- 在亞美尼亞語中，某些語言學家斷言 /kʷ/ 在前元音之前可區別於 /k/[7]。
- 在阿爾巴尼亞語中，某些語言學家斷言 /kʷ/ 和 /gʷ/ 在前元音之前可區別於 /k/ 和 /g/[8]。

這些證據顯示了唇化軟腭音系列在 PIE 中獨立於普通軟腭音系列，并且不能是在顎音語言中的再次發展。但是，這無關於顎化軟腭音和普通軟腭音的區別。在這個爭論發起的時候，音位的概念和它的歷史顯現還未被明白理解，但是作為一個結果，經常主張(有時仍被主張)在特定 IE 語言歷史上的三分軟腭音區別指示著這種區別必須在它的父輩語言中被重構。這在理論上是不健全的，因為沒有注意到這種區別有第二起源的可能性。
基于類型學的論證也是非結論性的: 上述二者立場在類型學上都是自然的。
使用傳統的三分區別，而在它表示父輩語言的實際狀態還是在噝音語言分支中后期發展的創造的問題上保持不可知論是非常可行的。

#### 擦音
唯一的 PIE 擦音音位 */s/ 是一個刺耳的聲音，它的語音實現可以跨越了從 [s] 到顎音化的 [ɕ] 或 [ʃ] 的範圍。它有由在詞比如 *nisdós“nest”中的同化所形成的濁同位異音 *z，并且后來在某些后代語言中的被音位化了。某些 PIE 詞根有 *s 出現在詞首的變體: 這種 *s 叫做 s-移動。
在上述的“荊棘叢”中，齒塞音 *t, *d 可以有出現在舌背音之后的位置上的齒間擦音同位異音，并通常表示為 *þ, *ð。這些擦音的發展晚於阿納托利亞語和吐火羅語從 PIE 方言連續區中分離出來。
“喉音”可能已經是擦音了，但是對它們的音位實現沒有一致意見。

#### 喉音
指示“未知喉音”(或者 ə₁, ə₂, ə₃ 和 ə)的音位 */h₁/, */h₂/, */h₃/，用符號 H 來表示，代表三個“喉音”音位。應當注意到術語“喉音”是時代錯誤性質的用詞不當，保留這個詞只是因為它在這個領域中已經成為了標準。
喉音音位的音值是有著爭議的；已經有了對它們的準確音值的各種提議，范圍從謹慎的斷言它們是可以被確定的，如 */h₂/ 表示發音非常靠后的一個軟腭擦音，而 *h₃ 表示圓唇，直到更明確的提議如 Meier-Brügger 認定 *h₁ = [h]、*h₂ = [χ] 和 *h₃ = [ɣ] 或 [ɣʷ] 的實現是“在各種可能性上都正確的”。 其他常見的引文提議還有認為 *h₂ 和 *h₃ 是 ʔ ʕ ʕʷ 和 x χ~ħ xʷ。有一些證據證明 *h₁ 可能已經是結合起來的兩個輔音 ʔ 和 h。
對在輔音間音節主音位置上的喉音經常使用 schwa 符號 ə。

#### 響音
在音位學意義上，在原始印歐語中響音是那些可以充當音節核心(就是說它們可以是音節主音)，又可以不充當這個角色(就是說它們可以是非音節主音)的音位。PIE 響音是流音，鼻音和滑音: */r/, */l/, */m/, */n/, */j/(或 *i̯), */w/(或 *u̯)，它們用符號 R 表示。
它們都有在音節主音位置上的同位異音，一般在輔音之間，在輔音前詞首和在輔音后詞尾。它們被標記為: *r̥, *l̥,*m̥, *n̥, *i, *u。應當注意到即使 *i 和 *u 在語音上是確切的元音，它們在音位上卻是非音節主音響音。

### 元音
在嚴格的音系學意義上說，原始印歐語只有兩個元音: */e/ 和 */o/。它們的語音和音位解釋是不可確定的: 最可能是高元音和低元音的對立，而不是後元音和前元音的對立。按類型分類，這種系統類似於高加索語言的西北高加索語族語言比如阿布哈茲語的元音系統:
| *o [ə] |
| *e [a] |
但是這兩個元音不是 PIE 中僅有的音節主音音位；除了 *e 和 *o 之外，音節核心還可以包含響音 *y, *w, *m, *n, *l, *r。這種音節主音響音因此表現為元音，但是它們不同於真正的元音，它們以其非音節主音對參與元音變換，并在分布上有所不同；而元音 *e 和 *o 只能位於音節核心的位置上，響音還可以出現在音節核心和音節首二者上。
還有，響音可以構成複雜音節核心的次要部分，就是說他們可以同元音一起形成雙元音: *ey, *oy, *ew, *ow, *em, *en, *om, *on 等等。從語音學的角度看，響音 *y 和 *w 的音節主音同位異音表現如同元音，并被標記為元音 *i 和 *u。
依據認為音位 *i 和 *u 是元音(依據語音標準)，還是響音(依據分布標準)，原始印歐語元音系統可以構成自 2 或 4 個成員。四(短)元音系統 - *e, *o, *i, *u - 可以表現為高(*i, *u):低(*e, *o)和前(*e, *i):後(*o, *u)的對立:
|    | 前 | 後 |
| -- | -- | -- |
| 高 | *i | *u |
| 低 | *e | *o |
在特定構詞(比如印歐元音變換的結果)和音位條件(比如在結尾於響音的主格單數名詞的最后音節上，在 s 結尾的不定過去時的詞根音節上等；參見Szemerényi定律, Stang定律)下，元音 *e 和 *o 將被加長，分別產生加長等級的變體。基本上說，PIE 詞的詞法形式因而只有短元音；并處在良好建立的構詞規則的基礎上，用它形成長元音 *ē 和 *ō 的出現。
元音的加長在原始印歐語中必定是音位上的有條件變化，但是在我們通常要重構的原始印歐語口語社區解散之間的時期，不可能在語音上預測出所有長元音的出現，因為對導致長元音的音位調整已經類推的擴展到不做音位調整的其他形式上了。所以在 *ph₂tḗr“father”中韻律上的長 */e/ 是應用 Szemerényi定律導致的，這是在 PIE 中起作用的時代性音位規則，但是在 *pṓds“foot”中韻律上的長 */o/ 是類推所留下的。
原始印歐語可能有一些在構詞上孤立的詞，包含元音 *a，比如 *dap-“sacrifice”(拉丁語 , 古希臘語 , 古愛爾蘭語 )；或者它出現為雙元音 *ay 的前部，比如 *laywos“left”(拉丁語 , 古希臘語 , 古教會斯拉夫語 )。*a 的音位地位被火熱的爭論著；例如 Beekes 明確的下結論說: “這里沒有 PIE 音位 *a 的地方”，Lubotsky得出了相同的結論。在發現了赫梯語和喉音理論出現之后，基本上所有的以前的 *a 的實例都被還原為 *eh₂。反對 PIE 音位 *a 的存在可能性，甚至現在仍被某些印歐學家所堅持，他們說: 元音 *a 不參與元音變換(就是說它們不像其他元音如“真正”的 PIE 元音 *e, *o, *ē, *ō 那樣做變換)，它們不出現在后綴和尾綴中，它們出現在非常有限的一組位置中(通常在初始的 *k 之後)并且其中重構了 *a 的那些詞的反映者通常都局限在少數印歐語言中，這就有可能把它歸咎於某種方言化，或者是帶有有表達力的字符因而不適合比較分析，或者可證明是從某個有音位 *a 的其他語言借用來的(比如原始閃米特語 *θawr > PIE *táwros“bull, steer”)。
但是其他人比如 Mayrhofer，爭論說 PIE 的確有獨立於 *h₂ 的 *a 和 *ā 音位。
考慮上長元音和(邊緣化的)元音 *a，形成了下列極大化的 PIE 元音系統:
| *i |       |      |       | *u |
|    | *e *ē |      | *o *ō |    |
|    |       | (*a) |       |    |

## 音位規則
可以為原始印歐語重構一些音位規則。對其中某些對“純 PIE”有效是有爭議的，并且被斷言為在某些后代分支中的后期創新。這些規則包括:
1. Bartholomae定律: TʰT > TTʰ。
*bʰewdʰ “to learn, become aware of”的被動分詞: *bʰudʰ-to- > *bʰud-dʰo- > (格拉斯曼定律)梵語 。
這個定律在印度-伊朗語支中保留并作為時代性規則運用。在古希臘語和日耳曼語中還有可能在拉丁語中也有些蹤跡。
2. TT > TsT: 兩個齒塞音的音叢有一個齒擦音 */s/ 插入期間。
*h₁ed-ti“eats” > *h₁etsti > 赫梯語“ezzi”。
這被保存在赫梯語中，這里的音叢 *tst 被拼寫為 z (發音為 [ts])。
3. TK > KT > Kþ (“荊棘叢”):齒塞音和相同音節中它后面的 PIE 舌背音在除了安納托利亞語和吐火羅語(它們是從 PIE 行列中最早分離出的語言)之外的所有分支中換位；隨后換位后的齒音變為齒間擦音。
*h₂ŕ̥tḱos“bear”> *h₂ŕ̥ḱþos > 拉丁語 , 古希臘語 , 梵語  但是赫梯語 ḫartaggas /ḫartkas/ 不換位。
*dʰgʷʰítis“decaying, decline, ruin”> *gʷʰþítis > 古希臘語 , 梵語 , 拉丁語 。
這些齒間擦音被限制與在齒音之后的位置上，并在音位上是沒有實際意義的。
4. Siebs定律: 如果 s-移動被增加到開始於濁或送氣塞音的詞幹上，則這個塞音被去濁化。
*bʰrHg- > 拉丁語 , 但是 *sbʰrHg- > *spʰrHg- > 梵語 。
5. Stang定律: *Vwm > *Vːm; 就是說 */w/ 消失并且在詞尾 */m/ 前最后的音節中的前面那個元音加長。有人還增加規則:  *Vmm > *Vːm 和 *Vh₂m > *Vːm；還有 *Vyi > *Vːy。
*dyéwm“sky”(賓格單數) > *dyḗm > 梵語 ,  的賓格單數。
*gʷowm“cattle”(賓格單數) > *gʷōm > 梵語 ,  的賓格單數。
*dom-“house”的賓格單數是 *dṓm 而非 **dómm̥。
6. Szemerényi定律: -VRs > VːR, -VRh₂ > VːR 就是說詞尾元音、響音和 */s/ 或 */h₂/ 的序列中，擦音或喉音被去掉并且前面的元音加長。這影響眾多陽性和陰性名詞的主格單數，還有中性集體詞的主賓格(nominoaccusative)。
*ph₂tér-s“father”> *ph₂tḗr > 古希臘語 , 梵語 。

## 在後代語言中的語音對應
在印歐語言間的相互關係在大多數部分上是直截了當的，但對於軟腭輔音有些復雜: 
| PIE          | *kʲ    | *gʲ    | *gʲʰ   | *kʷ     | *gʷ      | *gʷʰ       |
| ------------ | ------ | ------ | ------ | ------- | -------- | ---------- |
| 凱爾特語     | k      | g      | k      | kw, p   | b        | g          |
| 意大利語     | k      | g      | g, h   | kw, p   | gw, v, b | f, v       |
| 維尼提亞語   | k      | g      | h      | kw      | ?        | ?          |
| 日耳曼語     | h      | k      | g ~ ɣ  | hw      | kw       | g ~ w      |
| 安納托利亞語 | k      | g      | g      | kw      | kw       | kw         |
| 吐火羅語     | k      | k      | k      | k, kw   | k, kw    | k, kw      |
| 古希臘語     | k      | g      | kh     | p, t, k | b, d, g  | ph, kh, th |
| 弗里吉亞語   | s, k   | z, g   | g, k   | k       | b        | g          |
| 阿爾巴尼亞語 | s, (k) | z, (g) | z, (d) | k, s    | g, z     | g, z       |
| 伊利里亞語   | s      | z      | z      | ?       | ?        | ?          |
| 色雷斯語     | s      | z      | z      | k, kh   | g, k     | g          |
| 亞美尼亞語   | s      | c      | dz     | kh      | k        | g          |
| 斯拉夫語     | s      | z      | z      | k       | g        | g          |
| 波羅的語     | š      | ž      | ž      | k       | g        | g          |
| 伊朗語       | s      | z      | z      | k, č    | g        | g          |
| 印度語       | ç      | dž     | h      | k, č    | g        | gh         |

1. ↑  在凱爾特語內，“p-凱爾特語”和“q-凱爾特語”分支對 PIE *kʷ 有不同反映: *ekʷos → ekwos, epos。布立吞語和南阿爾卑高盧語是 p-凱爾特語；蓋爾語和凱爾特伊比利亞語是 q-凱爾特語；而不同的高盧語方言有不同實現。
2. ↑  PIE *gʲʰ → 拉丁語 /h/ 或 /g/，依賴於它在詞中的位置，而 → 奧斯坎-翁布里亞語 *kʰ → /h/。
3. 1 2  PIE *kʷ 和 *gʷ 在兩大意大利語支中有不同的發展: /kw/, /gw/ 在拉丁語中(*kʷis → kwis), 而 /p/, /b/ 在奧斯坎-翁布里亞語中(*kʷis → pis)。
4. 1 2  印歐語濁塞音的原始日耳曼語反映有擦音同位異音，在哥德語中保留在元音間位置上。
5. 1 2 3  PIE *kʷ, *gʷ, *gʷʰ 在希臘語方言比如雅典希臘語和多利亞希臘語中有三個反映: 
/t, d, th/ 在 /e, é, i/ 前(PIE *kʷis → 希臘語 tis)
/k, g, kh/ 在 /u/ 前(PIE *wl̥kʷos → 希臘語 lupos)
/p, b, ph/ 在 /a, o/ 前(PIE *sekʷ- → 希臘語 hep-)
但是，在馬其頓希臘語中 *kʷ 保留了，并在伊歐里斯希臘語中平等於 /p/。
6. 1 2 3 4 5 6 7 8 9  PIE *kʲ, *gʲ, *gʲʰ 最初反映在巴爾幹語中為擦音 /þ/ 和 /ð/，後來在阿爾巴尼亞語中變為 /s/, /z/。
7. 1 2  PIE *gʲʰ → 原始印度-伊朗語 *džʲʰ → 印度語 /h/, 伊朗語 /z/。
8. ↑  印度語中，ç 表示顎音化的 š 音素。

在凱爾特語、奧斯坎-翁布里亞語和伊歐里斯希臘語中 *kʷ → /p/。這可以歸因於地緣接觸，可能於公元前第二千年中在巴爾幹地區。同樣的 /p/ 也出現在赫梯語的一些代名形式中(pippid“something, someone”比較拉丁語 quisquid)。

## 引用
- Meier-Brügger, Michael; Matthias Fritz, Manfred Mayrhofer, Charles Gertmenian (trans.), , Berlin; New York: Walter de Gruyter, 2003  [2009-03-08], ISBN 3110174332, （原始内容存档于2014-07-05）
- Beekes, Robert S. P., , Amsterdam: John Benjamins, 1995, ISBN 90-272-2150-2 (Europe), ISBN 1-55619-504-4 (U.S.)
- Matasović, Ranko, , Zagreb: Matica hrvatska, 2008, ISBN 978-953-150-840-7 （克罗地亚语）
- Kapović, Mate. . Zagreb: Matica hrvatska. 2008. ISBN 978-953-150-847-6 （克罗地亚语）.
- Matasović, Ranko,  (PDF), Suvremena lingvistika, 1–2 May 1997,, 43-44 No.1-2: 169–184  [2009-03-08], （原始内容存档于2016-03-03）

## 外部連結
- Lehmann, Winfred. . Austin, Texas: University of Texas Press. 1952  [2009-03-08]. ISBN 978-0-292-73341-1. （原始内容存档于2006-08-15）.
- Jost Gippert. . 2001  [2009-03-08]. （原始内容存档于2021-02-12）.